# خدمة مكافحة التجسس العسكرية
الخدمة العسكرية لمكافحة التجسس (بالألمانية: Militärischer Abschirmdienst)‏ . MAD ) هي إحدى وكالات الاستخبارات الفيدرالية الثلاث في ألمانيا المسؤولة عن مكافحة التجسس العسكري. والاثنان الآخران هما Bundesnachrichtendienst (جهاز المخابرات الفيدرالي، BND)، وهي وكالة الاستخبارات الأجنبية، وBundesamt für Verfassungsschutz (المكتب الفيدرالي لحماية الدستور، BfV) وهي وكالة الاستخبارات المدنية المحلية.
يقع مقرها في كولونيا، مع اثني عشر مجموعة تقع في مدن في جميع أنحاء ألمانيا. لدى الوكالة حوالي 1300 موظف عسكري ومدني وفي عام 2018 كانت الميزانية 956274040 يورو.
اسمها الرسمي الكامل هو Amt für den Militärischen Abschirmdienst؛ سابقا كان اسمها رسميا Amt für die Sicherheit der Bundeswehr .

## التنظيم
بالإضافة إلى قسم الشؤون الإدارية، هناك الإدارات المتخصصة التالية:
- القسم الأول: الخدمات المركزية
- القسم الثاني: مكافحة التطرف ومكافحة الإرهاب
- القسم الثالث: التجسس والأمن المنطوق
- القسم الرابع: حماية الأسرار (الأفراد والمواد)
- القسم الخامس: التكنولوجيا

المكاتب الإقليمية الـ 12 في:
- امبرج
- هانوفر
- هيلدن
- كيل
- كوبلنز
- لايبزيغ
- ماينز
- ميونيخ
- روستوك
- شيلويوس
- شتوتغارت
- فيلهلمسهافن